# Exechopalpus fulvipes
Exechopalpus fulvipes là một loài ruồi trong họ Tachinidae.